# Tim Stevenson
Tim Stevenson (sinh năm 1945 tại Vancouver, British Columbia) là một chính khách Canada và giáo sĩ Nhà thờ Thống nhất. Ông hiện là thành viên được bầu của Hội đồng Thành phố Vancouver với tư cách là thành viên của Vision Vancouver. Ông là thành viên sáng lập của Vision Vancouver.

## Tiểu sử
Stevenson nhận bằng B.A. từ Đại học British Columbia, Thạc sĩ Tâm linh từ Cao đẳng Holy Names ở Oakland, California, nơi ông học với Matthew Fox và M.Div từ Trường Thần học Vancouver. Năm 1992, ông được tấn phong bởi Hội nghị British Columbia của Nhà thờ Thống nhất Canada. Stevenson là người đồng tính công khai đầu tiên xuất gia ở Canada. Năm 1993, ông bắt đầu thánh chức tại Nhà thờ St. Paul's United ở Burnaby. Ông cũng từng là thành viên hội đồng quản trị tại First United Church ở Downtown Eastside trong 10 năm.
Stevenson đã làm việc tại Philippines và Nam Phi. Năm 1991, ông là đại diện của Canada tại Hội nghị Đại hội Dân tộc Phi ở Durban khi Nelson Mandela được bầu làm chủ tịch đảng ANC. Năm 1994, ông là quan sát viên quốc tế trong cuộc bầu cử đầu tiên của Nam Phi sau khi chế độ phân biệt chủng tộc sụp đổ.  Cũng tại Nam Phi, ông đã làm việc với Phong trào Đồng tính nam và Đồng tính nữ Giải phóng Da đen và các tổ chức khác tập trung vào những bất công xã hội.

## Đời tư
Người phối ngẫu của Stevenson trong 14 năm là Gary Paterson, một giáo sĩ khác và là cựu điều hành viên của Nhà thờ Thống nhất Canada. Hôn nhân đồng giới ở Canada là hợp pháp, Stevenson và Paterson đã kết hôn hợp pháp vào năm 2004.